# Sebaea elongata
Sebaea elongata är en gentianaväxtart som beskrevs av Ernst Meyer. Sebaea elongata ingår i släktet Sebaea och familjen gentianaväxter. Inga underarter finns listade i Catalogue of Life.